# گاوووشوویتسه
گاوووشوویتسه (به لهستانی:  Gawłuszowice) یک روستا در لهستان است که در گمینا گاوووشوویتسه واقع شده‌است. گاوووشوویتسه ۷۰۰ نفر جمعیت دارد.